# Kuvitxinski
Kuvitxinski - Кувичинский (rus) - és un khútor del krai de Krasnodar, a Rússia. Es troba als arrossars del delta del riu Kuban, a la riba dreta de l'embassament de Varnavínskoie, a 22 km al nord de Krimsk i a 66 km a l'oest de Krasnodar, la capital.
Pertany al municipi de Troítskaia.